# تئودور مرون
تئودور مرون (انگلیسی: Theodor Meron؛ زادهٔ ۲۸ آوریل ۱۹۳۰) یک حقوق‌دان اهل لهستان است.
وی از مارس ۲۰۰۱ تا کنون به‌عنوان قاضی در دادگاه بین‌المللی کیفری یوگسلاوی سابق فعالیت می‌کند.